# After Life
After Life és una sèrie britànica de Netflix. És una sèrie negra de comèdia i drama creada, produïda, escrita i dirigida per Ricky Gervais, qui també n'és el protagonista. Es va estrenar el 8 de març de 2019 a Netflix. La segona temporada es va estrenar el 24 d'abril de 2020. La tercera i última temporada va estrenar-se a Netflix el 14 de gener de 2022.

## Trama
After Life segueix la vida de l'escriptor del diari Tony Johnson, qui viu al poble fictici de Tambury. La seva vida fa un gir de 180 graus quan la seva dona mor de càncer de mama. Després d'això, en Tony pensa en el suïcidi, però en comptes d'això, decideix passar-se la seva vida castigant al món per la mort de la seva dona dient i fent el què vol sense importar-li com es pot sentir l'altra gent. Tot i que ell pensa que això és el seu "superpoder", el seu pla es veu minat quan tothom qui l'envolta intenta que es converteixi en una millor persona.

## Repartiment
- Ricky Gervais com a Tony Johnson, responsable del diari local, el Tambury Gazette. Després de la mort de la seva dona, es deprimeix i pensa en el suïcidi.
- Tom Basden com a Matt, cunyat de Tony i cap del Tambury Gazette.
- Tony Way com a Lenny, fotògraf del Tambury Gazette.
- Diane Morgan com a Kath, empleada de publicitat del diari.
- Mandeep Dhillon com a Sandy, una nova periodista contractada pel diari.

## Episodis
| Temporada | Temporada | Episodis | Data d'estrena      |
| --------- | --------- | -------- | ------------------- |
|           | 1         | 6        | 8 de març de 2019   |
|           | 2         | 6        | 24 d'abril de 2020  |
|           | 3         | 6        | 14 de gener de 2022 |

### Temporada 1 (2019)
| Núm. | Títol       | Direcció      | Guió          | Data d'emissió original |
| ---- | ----------- | ------------- | ------------- | ----------------------- |
| 1    | «Episode 1» | Ricky Gervais | Ricky Gervais | 8 de març de 2019       |
| 2    | Episode 2   | Ricky Gervais | Ricky Gervais | 8 de març de 2019       |
| 3    | Episode 3   | Ricky Gervais | Ricky Gervais | 8 de març de 2019       |
| 4    | Episode 4   | Ricky Gervais | Ricky Gervais | 8 de març de 2019       |
| 5    | Episode 5   | Ricky Gervais | Ricky Gervais | 8 de març de 2019       |
| 6    | Episode 6   | Ricky Gervais | Ricky Gervais | 8 de març de 2019       |

### Temporada 2 (2020)
| Núm. | Títol     | Direcció      | Guió          | Data d'emissió original |
| ---- | --------- | ------------- | ------------- | ----------------------- |
| 7    | Episode 1 | Ricky Gervais | Ricky Gervais | 24 d'abril de 2020      |
| 8    | Episode 2 | Ricky Gervais | Ricky Gervais | 24 d'abril de 2020      |
| 9    | Episode 3 | Ricky Gervais | Ricky Gervais | 24 d'abril de 2020      |
| 10   | Episode 4 | Ricky Gervais | Ricky Gervais | 24 d'abril de 2020      |
| 11   | Episode 5 | Ricky Gervais | Ricky Gervais | 24 d'abril de 2020      |
| 12   | Episode 6 | Ricky Gervais | Ricky Gervais | 24 d'abril de 2020      |

### Temporada 3 (2022)
| Núm. | Títol     | Direcció      | Guió          | Data d'emissió original |
| ---- | --------- | ------------- | ------------- | ----------------------- |
| 13   | Episode 1 | Ricky Gervais | Ricky Gervais | 14 de gener de 2022     |
| 14   | Episode 2 | Ricky Gervais | Ricky Gervais | 14 de gener de 2022     |
| 15   | Episode 3 | Ricky Gervais | Ricky Gervais | 14 de gener de 2022     |
| 16   | Episode 4 | Ricky Gervais | Ricky Gervais | 14 de gener de 2022     |
| 17   | Episode 5 | Ricky Gervais | Ricky Gervais | 14 de gener de 2022     |
| 18   | Episode 6 | Ricky Gervais | Ricky Gervais | 14 de gener de 2022     |

## Producció

### Filmació
La fotografia principal de la primera temporada hauria començat el juliol de 2018 a Londres. La sèrie es va rodar a Hampstead, Hemel Hempstead, Beaconsfield i Camber Sands a East Sussex.

## Frases cultes de la sèrie
- "El suïcidi és com un superpoder. El puc utilitzar en qualsevol moment, és genial."
- "En aquests moments, un bon dia és el dia en el que no em ve de gust disparar-li a algú a la cara i després disparar-me a mi."
- "Si no em vaig suïcidar aquell dia va ser perquè em vaig adonar que si ho feia ningú podria alimentar el gos."
- "No sé si psicoanalizar-te o portar-te al veterinari per que et sacrifiqui."
- "Puc resumir en tres paraules tot el que he après de la vida: la vida continua."